# Norbert Möller
Norbert Möller (* 1. Mai 1959 in Waren (Müritz)) ist ein deutscher Kommunalpolitiker (SPD). Er ist Bürgermeister von Waren (Müritz).

## Leben
Norbert Möller studierte nach seiner Schulzeit Lehramt und wurde am 1. August 1979 Lehrer in Waren. Nach dem Grundwehrdienst bei der NVA war er bis zur Wende Lehrer in Waren und Kargow. Von 1992 bis 2013 war er Schulleiter einer Grundschule.
Nach dem Eintritt in die SPD war Möller von 1993 bis 2013 Stadtvertreter, Fraktionsvorsitzender und 2009 bis 2013 Stadtpräsident in Waren.
Am 22. September 2013 wurde er als Nachfolger von Günter Rhein in das Amt des Bürgermeisters gewählt, das er seit dem 1. Januar 2014 bekleidet.
Nach der Direktwahl zur Bürgermeisterwahl am 13. September 2020 konnte keiner der fünf Kandidaten, hier auch Norbert Möller, die absolute Mehrheit für sich gewinnen. Am 27. September 2020 trat der amtierende Bürgermeister gegen Toralf Schnur (FDP) an. Hier konnte Norbert Möller die Wahl mit 56,1 % für sich entscheiden. Damit ist Möller für weitere sieben Jahre zum Bürgermeister gewählt.
Norbert Möller ist verheiratet und hat zwei erwachsene Töchter. Er ist stellvertretender Vorsitzender des Kreissportbundes Mecklenburgische Seenplatte.